# Mount Geryon
Mount Geryon är ett berg i Australien. Det ligger i regionen Meander Valley och delstaten Tasmanien, i den sydöstra delen av landet, omkring 150 kilometer nordväst om delstatshuvudstaden Hobart. Toppen på Mount Geryon är 1 509 meter över havet, eller 195 meter över den omgivande terrängen. Bredden vid basen är 2,2 km. Mount Geryon ingår i Ducane Range.
Runt Mount Geryon är det mycket glesbefolkat, med 2 invånare per kvadratkilometer.. Det finns inga samhällen i närheten.
I omgivningarna runt Mount Geryon växer i huvudsak städsegrön lövskog. Genomsnittlig årsnederbörd är 1 598 millimeter. Den regnigaste månaden är augusti, med i genomsnitt 204 mm nederbörd, och den torraste är januari, med 63 mm nederbörd.